# Dirk Alvermann (Fotograf)
Dirk Alvermann (* 24. Oktober 1937 in Düsseldorf; † 3. September 2013 in Carlow, Ortsteil Neschow) war ein deutscher Fotograf, Filmemacher und Schriftsteller.

## Leben
Dirk Alvermann begann 1956 mit Fotografie. In der Zeit des Wiederaufbaus der Bundesrepublik und des deutschen Wirtschaftswunders war allerdings für die sozialkritische, antikolonialistische und friedenspolitische Sicht seiner Arbeit in Westdeutschland kaum Platz. Mit Ausnahme einiger linksorientierter Wochenzeitungen, wie Die Tat, Deutsche Volkszeitung oder Die Andere Zeitung, veröffentlichte er seine Bilder hauptsächlich in der DDR sowie in Frankreich, Algerien, England, Italien und Polen. In kurzer Folge entstanden Fotoreportagen über Spanien (1957–62), Algerien (1958–60), Albanien (1962), Westdeutschland (1962–65), Italien (1964) und England (1965).
Die Arbeit dieser Jahre ist vor allem in den Bildbänden „Algerien-L’Algerie“ (1960) und „Keine Experimente – Bilder zum Grundgesetz“ (1961) dokumentiert. Ein geplanter Bildband über Spanien, der 1963 von Edition Leipzig fest geplant war, durfte auf Einspruch der spanischen Exil-KP nicht erscheinen. Hinzu kamen die Dokumentarfilme „Algerische Partisanen“ (1962) und die Kameraarbeit bei Peter Nestlers „Arbeiterclub in Sheffield“ (Sendetitel: „Menschen in Sheffield“) 1965. Von 1962 bis 1965 arbeitete Alvermann als frei-fester Mitarbeiter der NBI, veröffentlichte aber auch in Quick, Magnum und Das Magazin.
Nach längeren und wiederholten Aufenthalten in Algerien und Spanien übersiedelte Alvermann 1959 nach Westberlin und 1966 schließlich nach Ostberlin (DDR). 1969 erschienen hier seine Fotodokumentation „Wolfgang Heinz inszeniert Gorkis Feinde“ und im gleichen Jahr der erzählende Bildband über die Schauerleute im Rostocker Überseehafen „Eine Handvoll Glück“. Im Jahr darauf folgte das Stadtporträt „Rostock“ und 1979 das fast schon legendäre Fotobuch „Ich liebe Dich“. Das gemeinsam mit dem Warschauer ARD-Korrespondenten Ludwig Zimmerer während vieler Jahre (1962–77) verfolgte Projekt eines Bildbandes über Arbeiten und Leben polnischer Volkskünstler (Holzschnitzer und Maler) wurde nicht realisiert.
Zwischen 1972 und 1976 arbeitete Alvermann als Dokumentarfilmregisseur beim Fernsehen der DDR für das „Kulturmagazin“. Bei Abwicklung des DDR-Fernsehens während der deutschen Wiedervereinigung wurden nahezu sämtliche dort unter seiner Regie entstandenen Filme (bis heute spurlos) entsorgt.
Bereits seit den 1960er Jahren widmete sich Alvermann mehr und mehr der schriftstellerischen Arbeit und veröffentlichte u. a. 1977 den teils autobiografischen Erzählungsband Ende eines Märchens und 1983 das Kinderbuch Zuckerwatte und Riesenrad. 1979 erschien Alvermanns als vorläufige fotografische Schlussbilanz ausgegebener und wohl neben dem Algerienbuch bekanntester Bildband Ich liebe Dich. Ein Jahr später wurde er in den Schriftstellerverband der DDR aufgenommen und als Vertreter junger Autoren in den Bezirksvorstand gewählt. Als dessen Delegierter reiste er im Folgejahr mit Rainer Kerndl zu einem Kongress des palästinensischen Schriftstellerverbandes nach Beirut, der allerdings aufgrund der sich damals dort extrem zuspitzenden militärischen Spannungen nicht stattfand. Hier entstanden seine letzten geschlossenen fotografischen Arbeiten in palästinensischen Flüchtlingslagern. 1982 schied Alvermann auf eigenen Wunsch aus dem Bezirksvorstand des Schriftstellerverbandes aus, übersiedelte in den (damaligen) Bezirk Schwerin und fand dort Aufnahme in eine Landwirtschaftliche Produktionsgenossenschaft (LPG), eine Erfahrung, die er 1999 in der Crivitzer Chronik literarisch verarbeitete.
1991 erhielt Alvermann eine Anstellung als Archivar des Stadtarchivs Rehna. Im Jahr darauf gehörte er zu den Gründern der Kulturinitiative Maurine-Radegast e. V., wurde zu deren 1. Vorsitzendem gewählt und gab in ihrem Auftrag mehrere heimatkundliche Publikationen heraus, so Schriften des im KZ ermordeten plattdeutschen Dichters Rudolf Hartmann (Ick seig allerhand Gesichter), Erkundungen der Ortschronisten Klaus Bollensdorf (Rehnaer Miniaturen) und Karl-Heinz Molkenthin (Demerner Dorfgeschichten, Land an der Maurine), Nachkriegsbilder des Fotoreporters Willy Seeger (Gadebuscher Novelle) und zwei Anthologien von Kurzerzählungen zeitgenössischer norddeutscher Schriftsteller (Flaschenpost aus Nordost, Flaschenpost 2005).
Er gestaltete 2006 und 2008 mit den Bildbänden Zwischen den Zeiten – Rhapsodie in Schwarzweiß und dacapo eine Werkschau seiner zwischen 1956 und 1982 entstandenen Arbeiten. 2011 folgten die Fotobücher Klein Paris mit Nachkriegsimpressionen seiner Geburtsstadt Düsseldorf sowie Faksimile-Reprint und Neuauflage in französischer, englischer und deutscher Sprache des inzwischen legendären Algerienbuchs zum Befreiungskampf der bis 1962 französischen Kolonie. Alvermanns buchschöpferische Tätigkeit setzte sich 2012 in Streiflichter 1956–65 fort, einem Bildband fotografischer Kurzerzählungen über Warschau, Tirana, Neapel, Peñíscola und Sheffield.

## Persönliches
Dirk Alvermann war ein jüngerer Bruder des Malers, Grafikers und Objektkünstlers Hans-Peter Alvermann (1931–2006). Im September 2013 verstarb Dirk Alvermann knapp 2 Monate vor seinem 76. Geburtstag in Carlow, Ortsteil Neschow. Er hinterließ seine Söhne Dirk Alvermann (1965–2023) und Moritz P. Alvermann und seine Tochter Nadja Alvermann.

## Ausstellungen
- 1958: internationale photokina, Köln, drei großformatige Bilder aus Spanien
- 1983: Am Volkspark, Gadebusch, „Vorläufige Schlussbilanz“
- 1992: Düsseldorfer Bank, Düsseldorf, Fotoerzählung „Radschläger“
- 2008: Galerie argus fotokunst, Berlin, Fotografien „Zwischen den Zeiten“
- 2011: Galerie Les Yeux Ouverts, Arles, „Les Almandes“
- 2012: Stadtmuseum Düsseldorf, Düsseldorf, „Fotoreportagen 1956–65“
- 2012: Galerie argus fotokunst, Berlin, „Streiflichter 1956–65“

## Sammlungen
- Museum für Fotografie, Berlin
- Stadtmuseum Düsseldorf
- Münchener Stadtmuseum
- Stadtarchiv Rostock

## Publikationen

### Fotografie
- Algerien L’Algerie (1960 Rütten&Loening Berlin)
- Keine Experimente (1961 Eulenspiegel Verlag Berlin)
- Eine Handvoll Glück (1969 Hinstorff Verlag Rostock)
- Feinde – Wolfgang Heinz inszeniert Gorki (1969 Henschel Verlag Berlin)
- Rostock (1970 Hinstorff Verlag Rostock)
- Ich liebe Dich (1979 Hinstorff Verlag Rostock)
- Zwischen den Zeiten (2006 Edition Obotrit Schwerin)
- dacapo – Fotografien von Dirk Alvermann (2008 KETTLER, Bönen) ISBN 978-3-941100-22-0
- Algerien L’Algerie (2010 reprint STEIDL, Göttingen – in THE PROTEST BOX von Martin Parr)
- Klein Paris (2011 STEIDL, Göttingen) ISBN 978-3-86930-348-2
- Algeria, L’Algerie, Algerien (2011 englisch-, französisch-, und deutschsprachige Neuauflage STEIDL, Göttingen)
- Streiflichter 1956–65 (2012 STEIDL, Göttingen)

### Dokumentarfilm
- 1962: Algerische Partisanen (Leipziger Dokumentarfilmwoche)
- 1965: Menschen in Sheffield (Kamera, SWF)
- 1970: da capo (Fernsehen der DDR)
- 1973: Kämpfende Taube (Fernsehen der DDR)
- 1974: Atelier 74 – 4-teilige Reihe (Fernsehen der DDR)
- 1975: Spaß an Goethe (Fernsehen der DDR)
- 1975: Hornissen (Fernsehen der DDR)
- 1976: Das große Atelier (Fernsehen der DDR)

### Prosa
- Ende eines Märchens. 21 erfundene Geschichten über ein Leben (1977 Hinstorff Verlag Rostock)
- Riesenrad und Zuckerwatte (1983 Kinderbuchverlag Berlin)
- Crivitzer Chronik (1999 Maurine-Radegast Rehna)
- Vermutungen einer Blindschleiche am Rande der Spielwiese (2007 Maurine-Radegast Rehna) ISBN 978-3-00-020924-6